# Публий Корнелий Лентул Спинтер (политик)
Публий Корнелий Лентул Спинтер (на латински: Publius Cornelius Lentulus Spinther; † 42 пр.н.е.) e сенатор и политик на късната Римска република през 1 век пр.н.е.
Произлиза от клон Лентул на фамилията Корнелии. Той е син на Публий Корнелий Лентул Спинтер (консул 57 пр.н.е.) и Цецилия Метела Целер, дъщеря на Квинт Цецилий Метел Целер. Баща му е привърженик на Помпей Велики и противник на Юлий Цезар и консул 57 пр.н.е.
След убийството на Цезар Публий се включва към неговите убийци. През 44 пр.н.е. започва своя Cursus honorum като квестор. Следващата година става проквестор в провинция Азия и започва да сече свои монети. 43/42 пр.н.е. е легат при Касий и участва във военните действия против Родос и Мира в Ликия. След Битката при Филипи го убиват.